# Józef Drzewiecki (major)

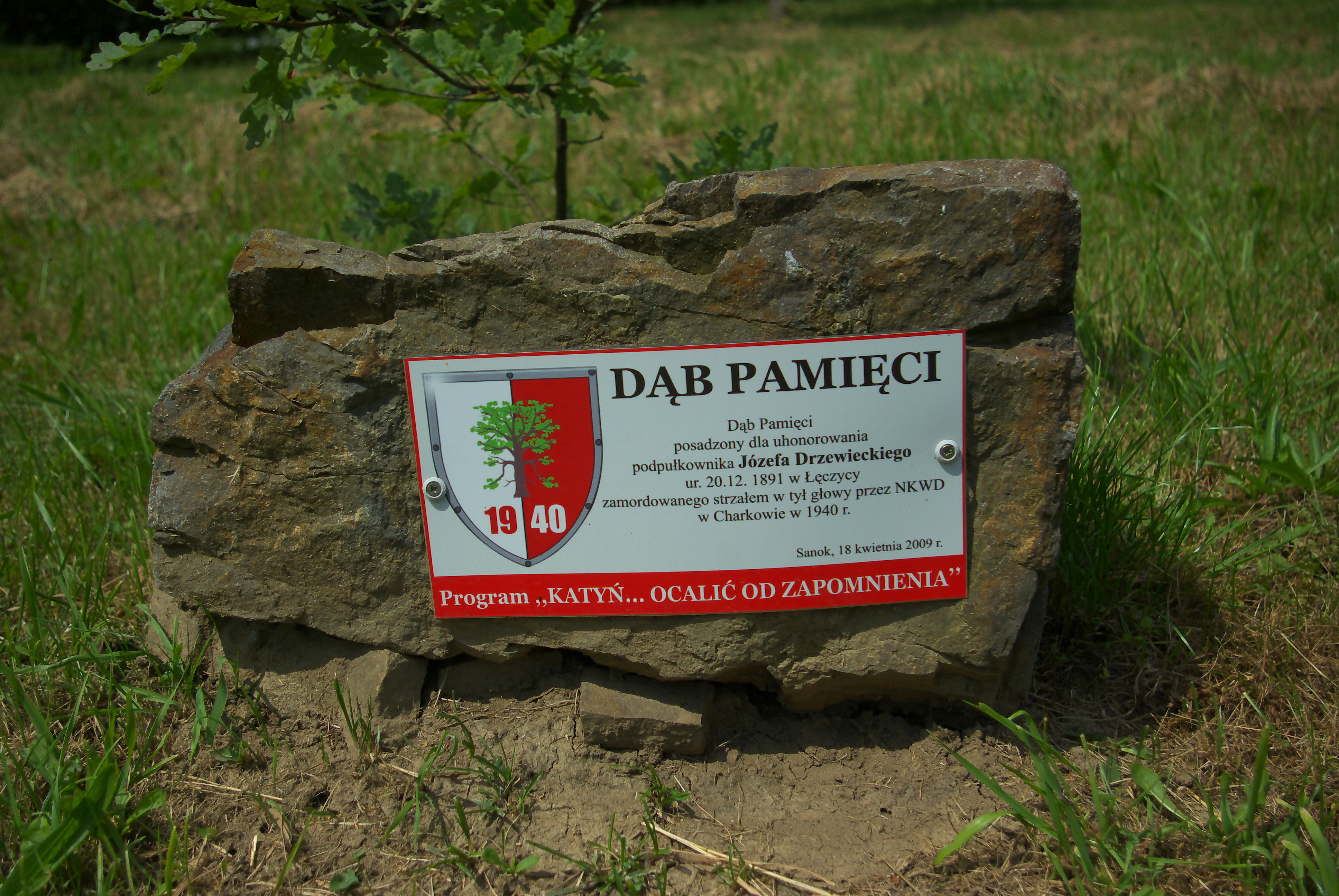
Kamień przy Dębie Pamięci honorującym Józefa Drzewieckiego w Sanoku.

Józef Teofil Drzewiecki (ur. 20 grudnia 1891 w Łęczycy, zm. wiosną 1940 w Charkowie) – major uzbrojenia Wojska Polskiego, wykładowca w Szkole Uzbrojenia, ofiara zbrodni katyńskiej.

## Życiorys
Urodził się jako syn Bronisława i Heleny, z domu Ziółkowska. W czasie I wojny światowej do 1918 służył w armii rosyjskiej, później w szeregach II Legii Oficerskiej I Korpusu Wschodniego. Po odzyskaniu przez Polskę niepodległości w 1918 rozpoczął służbę w Wojsku Polskim II RP od 1919.
Absolwent Szkoły Nauk Politycznych w Warszawie przy ulicy Wawelskiej z 1926. Ukończył kurs oficerów uzbrojenia na przełomie w latach 1929-1930. W 1932 pracował w Szkole Zbrojmistrzów. Od 1938 wykładowca i zastępca komendanta Szkoły Uzbrojenia do spraw gospodarczych.
Po wybuchu II wojny światowej we wrześniu 1939 i agresji ZSRR na Polskę w dniu 17 września 1939 został aresztowany przez Sowietów, następnie przetrzymywany w obozie w Starobielsku. Wiosną 1940 został przewieziony do Charkowa i zamordowany przez funkcjonariuszy Obwodowego Zarządu NKWD w Charkowie oraz pracowników NKWD przybyłych z Moskwy na mocy decyzji Biura Politycznego KC WKP(b) z 5 marca 1940. Pogrzebano go potajemnie w bezimiennej mogile zbiorowej w Piatichatkach, gdzie od 17 czerwca 2000 mieści się oficjalnie Cmentarz Ofiar Totalitaryzmu w Charkowie. Figuruje na Liście Starobielskiej NKWD, pod poz. 1025.

## Odznaczenia
- Srebrny Krzyż Zasługi[1]

## Upamiętnienie
- 5 października 2007 minister obrony narodowej Aleksander Szczygło mianował go pośmiertnie na stopień podpułkownika[3][4][5]. Awans został ogłoszony 9 listopada 2007 w Warszawie, w trakcie uroczystości „Katyń Pamiętamy – Uczcijmy Pamięć Bohaterów”[6][7][8].
- 18 kwietnia 2009, w ramach akcji „Katyń... pamiętamy” / „Katyń... Ocalić od zapomnienia”, w tzw. Alei Katyńskiej na Cmentarzu Centralnym w Sanoku zostało zasadzonych 21 Dębów Pamięci[9][10][11], w tym upamiętniający Józefa Drzewieckiego (zasadzenia dokonał Adam Przybysz, plastyk, twórca tablic)[12][13][14].